# Pływanie synchroniczne na Igrzyskach Azjatyckich 2018
Pływanie synchroniczne na Igrzyskach Azjatyckich 2018 – jedna z dyscyplin rozgrywana podczas igrzysk azjatyckich w Dżakarcie i Palembangu. Zawody odbyły się w dniach 28 – 29 sierpnia w Gelora Bung Karno Sports Complex w stolicy Indonezji. Do rywalizacji w dwóch konkurencjach przystąpiło 99 zawodników z 11 państw.

## Uczestnicy
W zawodach wzięło udział 99 zawodników z 11 państw.
| Reprezentacja    | Liczba zawodników |
| ---------------- | ----------------- |
| Chiny            | 11                |
| Hongkong         | 8                 |
| Indonezja        | 8                 |
| Japonia          | 9                 |
| Kazachstan       | 10                |
| Korea Południowa | 10                |
| Korea Północna   | 9                 |
| Makau            | 11                |
| Malezja          | 3                 |
| Singapur         | 8                 |
| Uzbekistan       | 12                |
| 11 reprezentacji | 99                |

## Medaliści
| Konkurencja             | Złoto | Srebro | Brąz |       |
| ----------------------- | --- | --- | --- | ----- |
| Duet kobiet             | Jiang Tingting Jiang Wenwen                                                                                   | Yukiko Inui Megumu Yoshida | Aleksandra Niemicz Jekatierina Niemicz                                                                                                | [ 3 ] |
| Zawody drużynowe kobiet | Chiny · Chang Hao · Feng Yu · Guo Li · Liang Xinping · Wang Liuyi · Wang Qianyi · Xiao Yanning · Yin Chengxin | Japonia · Juka Fukumura · Yukiko Inui · Moeka Kijima · Okina Kyogoku · Kei Marumo · Kano Omata · Mayu Tsukamoto · Mashiro Yasunaga · Megamu Yoshida | Korea Północna · Cha Ye-gyong · Jang Hyon-ok · Jong Na-ri · Ko Su-rim · Min Hae-yon · Mun Hye-song · Ri Il-sim · Ri Sol · Yun Yu-jong | [ 4 ] |

## Tabela medalowa
| Pozycja | Reprezentacja  | Złoto | Srebro | Brąz | Razem |
| ------- | -------------- | ----- | ------ | ---- | ----- |
| 1.      | Chiny          | 2     | 0      | 0    | 2     |
| 2.      | Japonia        | 0     | 2      | 0    | 2     |
| 3.      | Kazachstan     | 0     | 0      | 1    | 1     |
| 3.      | Korea Północna | 0     | 0      | 1    | 1     |
| Razem   | Razem          | 2     | 2      | 2    | 6     |